# ایزاک توسی
ایزاک توسی (به انگلیسی: Isaac Toucey) سناتور سابق عضو حزب دموکرات ایالات متحده آمریکا بود. وی در سال ۱۸۵۲ تا ۱۸۵۷ میلادی سناتور ایالت کنتیکت در سنای ایالات متحده آمریکا بود.